# Metro a metro
Metro a metro fue un programa de concurso de Telemadrid que se emitió entre septiembre de 2004 y febrero de 2008. El 16 de enero de 2012 fue recuperado con una escenografía renovada y una nueva imagen, más moderna y actual. Debido a su baja audiencia fue retirado de la parrilla el 2 de marzo de 2012. Es una idea original de Manuel Gómez Segarra.

## Presentadores
Fue presentado durante tres temporadas por Javier Capitán (2004-2007) y en la cuarta por Luis Miguel Torrecillas (2007-2008), asistidos respectivamente por Carla Hidalgo (2004-2006) durante dos temporadas y Patricia Pérez (2006-2008) durante otras dos temporadas. En el año 2012 la presentadora fue Silvia Jato asistida en este caso por David Moreno.

## Formato
Las bases del concurso eran siempre preguntas sobre el Metro de Madrid, la Comunidad de Madrid y sus personajes históricos.
Durante las cinco temporadas que duró el concurso, las pruebas han ido cambiando:

### 1ª temporada
- Corre que te como

En la primera prueba concurso los 4 concursantes tendrán que responder a las preguntas y acumular segundos, si aciertan conseguirán 5 segundos y se moverán por el tablero del metro evitando ser comidos por los adversarios e intentando llegar a las estaciones que poseen 5 segundos extras. Si fallan no podrán participar en la siguiente pregunta. 
- La Estación del Día

En la segunda Prueba los 3 concursantes tendrán que intentar llegar a la estación del día de cada programa, irán respondiendo preguntas , si aciertan ganaran 5 segundos y se moverán sobre las calles del tablero, si fallan perderán los segundos acumulados empezando desde cero, si consiguen llegar hasta la mitad del tablero estarán salvados de sin fallan más adelante tengan que retroceder hasta el principio, si llegan hasta la estación de día ganaran 20 segundos.
- La Gran Final

En la última prueba, los 2 concursantes se disputarán el premio. Deberán responder correctamente a una serie de 15 preguntas, dentro un límite de tiempo que han ido acumulando con los segundos ganados en las 2 pruebas anteriores. Las preguntas de cada concursante son sobre una de las líneas, si aciertan todas las preguntas ganaran 25000 euros si fallan alguna perderán la oportunidad de ganar esa cantidad.

### 2ª temporada
- Corre Hacia La Estación del día

En la Primera Fase del concurso los 4 concursantes tendrán que llegar a la estación del día recorriendo las líneas del tablero del metro, primero tendrán que adivinar la estación del día, el que haya acertado empezará respondiendo a la pregunta que se le haga, en esta prueba contestaran individualmente , si aciertan ganarán 5 segundos y se moverán una estación en el tablero , si fallan se dará rebote a los contrarios, en caso del contrario falle se le restará 5 segundos y retrocederá una estación.
- La Estación del Día

Idéntica a la de la 1 temporada 
- La Gran Final

En la última prueba, los 2 concursantes se disputarán el premio. Deberán responder correctamente a una serie de 10 preguntas, dentro un límite de tiempo que han ido acumulando con los segundos ganados en las 2 pruebas anteriores. Las preguntas de cada concursante son sobre una de las líneas.
- La Gran Final 2ª Parte

El vencedor de la gran final entre los 2 concursantes que habían quedado tendrá que contestar a 5 preguntas durante un tiempo máximo conseguido con los segundos de las 3 pruebas anteriores. Si una pregunta no la sabe podrá pasar a la siguiente pregunta hasta que responda las 5. Terminada la prueba, el presentador irá diciendo las respuestas correctas; si acierta la primera podrá volver en el siguiente programa, con la segunda gana 300 euros , la tercera 1.000 euros , la cuarta 5.000 euros y la quinta la cifra de 25.000 euros, si falla alguna irán quitando los premios, empezando desde el más grande.

### 3ª temporada
- La estación del día

Idéntica a la 2ª temporada.
- Segunda prueba

Los 3 concursantes tendrán que responder preguntas y ganarán 5 segundos; si aciertan la pregunta tendrán la oportunidad de ganar 5 segundos extras, adivinando que 2 hechos históricos que ocurrieron en el año que se les sugiera, de entre 4 posibles soluciones.
- La Gran Final

Idéntica a la 2ª temporada 

### 4ª temporada
- Metro al día

La prueba se desarrolla sobre una parte de las líneas del metro; los 4 concursantes irán respondiendo preguntas; si aciertan conseguirán 5 segundos y se moverán una estación sobre el tablero del metro; si fallan perderán 5 segundos y retrocerderán una estación. Los concursantes se moverán para conseguir comodines para poder utilizarlos en la siguiente prueba; si dos concursantes se encuentran en una misma estación el que estaba antes allí perderá todos los segundos acumulados y tendrá que empezar desde cero.
- Conoce Madrid

Los 3 concursantes tendrán que responder preguntas y ganarán 5 segundos; si fallan perderán 5 segundos; si aciertan la pregunta tendrán la oportunidad de ganar 5 segundos extras o un comodín para la siguiente prueba en una pregunta de adivinar una fotografía sobre Madrid; si fallan no resta segundos. En esta prueba se pueden utilizar los comodines conseguidos en la anterior.
- Cara a Cara

En esta prueba los 2 concursantes que quedan se enfrentarán en una cara a cara, empezará jugando el que menos segundos haya conseguido en la prueba anterior; escogerá entre cuatro temas.
- La Gran Final

Es la última prueba del concurso; el ganador de la anterior tendrá que contestar a 5 preguntas durante un tiempo máximo conseguido con los segundos de las 3 pruebas anteriores. Si una pregunta no la sabe podrá pasar a la siguiente hasta que responda las 5. Terminada la prueba, el presentador irá diciendo las respuestas correctas. Si acierta la primera podrá volver en el siguiente programa, con la segunda gana 300 euros, con la tercera 1.000 euros, con la cuarta 5.000 euros y con la quinta la cifra de 25.000 euros; si falla alguna irán restando los premios, empezando desde el mayor.